# Вестербург
Вестербург (њем. Westerburg) град је у њемачкој савезној држави Рајна-Палатинат. Једно је од 192 општинска средишта округа Вестервалд. Према процјени из 2010. у граду је живјело 5.623 становника. Посједује регионалну шифру (AGS) 7143308.

## Географски и демографски подаци
Вестербург се налази у савезној држави Рајна-Палатинат у округу Вестервалд. Град се налази на надморској висини од 343 метра. Површина општине износи 18,5 km². У самом граду је, према процјени из 2010. године, живјело 5.623 становника. Просјечна густина становништва износи 304 становника/km².

## Међународна сарадња
| Мјесто        | Држава               | Врста сарадње | Од    |
| ------------- | -------------------- | ------------- | ----- |
| Давентри      | Уједињено Краљевство | партнерство   | 1985. |
| Като Камбрези | Француска            | партнерство   | 1986. |
| Извор         |                      |               |       |